# Жан-Батіст Юе
Жан-Батіст Марі Юе (фр. Jean-Baptiste Marie Huet; 15 жовтня 1745, Париж — 27 грудня 1811) — французький живописець, рисувальник і гравер стилю рококо.
Народився в родині художників. Його дід був золотих справ майстром, дядько — Крістоф Юе (1700—1759) — відомий живописець-декоратор і художник-анімаліст, учень Ж.-Б. Удрі. Писав картини, декоративні панно і десюдепорти з зображеннями квітів і фруктів, звірів і птахів. Працював на замовлення маркізи де Помпадур в стилі шинуазрі. Його композиції використовували для маркетрі в меблях і для розпису порцеляни.
Батько Жана-Батіста — Ніколя Юе (1770—1830) також був художником квітів і фруктів, анімалістом, відомим як Юе Ле Жон (Huet Le Jeune). Жан-Батіст Юе навчався в художника-анімаліста Шарля Дагомера (Charles Dagomer) і, з 1764 року в майстерні Ж.-Б. Лепренс. Писав картини на пасторальні сюжети під впливом мистецтва Франсуа Буше, а також сцени полювання, натюрморти, складав орнаменти, книжкові віньєтки та ілюстрації. Мистецтву гравюри навчався у Лепренс і Ж. Демарто.
1768 року його творчість отримало офіційне «схвалення», а наступного року Юе був прийнятий в Королівську Академію живопису і скульптури в малу категорію (petite manière) «живописця тварин». Того ж року Ж.-Б. Юе брав участь в паризькому Салоні картиною «із зображенням собаки, яка атакувала гусей» (нині в зборах Лувру). Юе продовжував брати участь в офіційних виставках до 1789 року, але його спроби створити «величну манеру історичного живопису», що вважається самим благородним жанром, не зустріли схвалення[джерело?].
Ж.-Б. Юе виконував картони для шпалер і малюнки набивних тканин, перш за все, з 1783, для Х.-Ф. Оберкампф на мануфактурі Жуи, з 1790 року — для мануфактур гобеленів і Бове.
Декоративні твори Юе експонуються в Музеї Вікторії та Альберта в Лондоні, Музеї декоративного мистецтва (Луврі) в Парижі, музеї Метрополітен в Нью-Йорку, в Інституті мистецтв в Детройті.